# International Article Number (EAN)
En EAN-13-stregkode (oprindeligt European Article Number, men nu omdøbt til International Article Number, selvom forkortelsen EAN stadig beholdes) er en 13-cifret (12 + checkciffer) stregkodestandard, som er en udvidelse af det originale 12-cifrede Universal Product Code (UPC)-system udviklet i USA. 
EAN-13 er efter 2005 defineret af det internationale standardiseringsorgan GS1.
EAN-13-stregkoden anvendes verden over til at mærke produkter, som ofte sælges i detailhandlen. Numrene kodet i EAN-13 er produktidentifikationsnumre, der også kaldes Japanese Article Number (JAN) i Japan. Alle numrene kodet i UPC og EAN kendes som Global Trade Item Number (GTIN) – og de kan kodes i andre GS1-stregkoder.
Den mindre kendte og mindre udbredte EAN-8-stregkode anvendes også til varer i detailhandlen; de er reserveret til mindre emner, eksempelvis konfekture.
2-cifrede (EAN-2) og 5-cifrede (EAN-5) supplerende stregkoder kan tilføjes så det totale antal cifre er 14 eller 17 datacifre. Disse anvendes normalt til tidsskrifter (til at indikere serienummeret), eller bøger og vejede produkter som f.eks. fødevarer (til at indikere salgsprisen).

## EAN-numre i dansk forvaltning
I Danmark anvendes nummeret også i offentlig forvaltning som identifikation i regnskabssammenhæng. Alle offentlige institutioner har et EAN-nummer. Ligesom en adresse på et brev viser EAN-nummeret, hvor det elektroniske postvæsen (VANS) skal aflevere en elektronisk faktura udskrevet til modtagere i det offentlige.

## "Nyttelast": GTIN-13 nummer komponenter
GTIN-13 nummeret kodet i stregkoden har fire komponenter:
- GS1 præfiks, de første 3 cifre, som sædvandligvis identificerer det nationale GS1 medlemsorganisation til hvilken producenten er registreret (ikke nødvendigvis hvor produktet faktisk er lavet).[2] Når EAN-13 symbolet koder en konvertering af en ISBN, vil GS1 præfikset enten være 978 eller 979. På samme måde vil præfiks være 979 for ISMN (hvis præfiks deles med ISBN) og 977 for ISSN.
- Selskabets nummer, bestående af 3 til 8 cifre afhængig af antallet af GTIN-13s som er nødvendig for selskabet til at identificere forskellige produktlinjer. (i ISBN og ISSN anvendes denne komponent til at identificere sproget udgivelsen blev udgivet i)
- Vare reference, består af 2 til 6 cifre.
- Et enkelt kontrolciffer.

Det komplette nummer anvendes til at slå information op i en database.